# Fortunes of War (televisieserie)
Fortunes of War is een Engelse televisieserie uit 1987, geregisseerd door James Cellan Jones. De serie is gebaseerd op de romans van de serie Fortunes of War (1960) van Olivia Manning.